# Jean-Pierre Leloir
Jean-Pierre Leloir (27 de junho de 1931 - 20 de dezembro de 2010) foi um fotógrafo francês que cobriu o cenário musical e teatro desde 1950, incluindo concertos musicais e ensaios, relatórios para a indústria e exposições históricas.